# 長尾半平

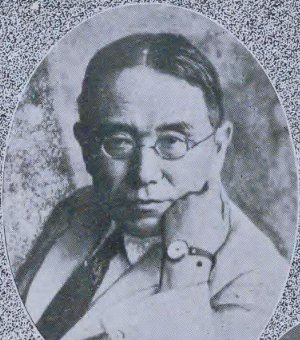
長尾半平

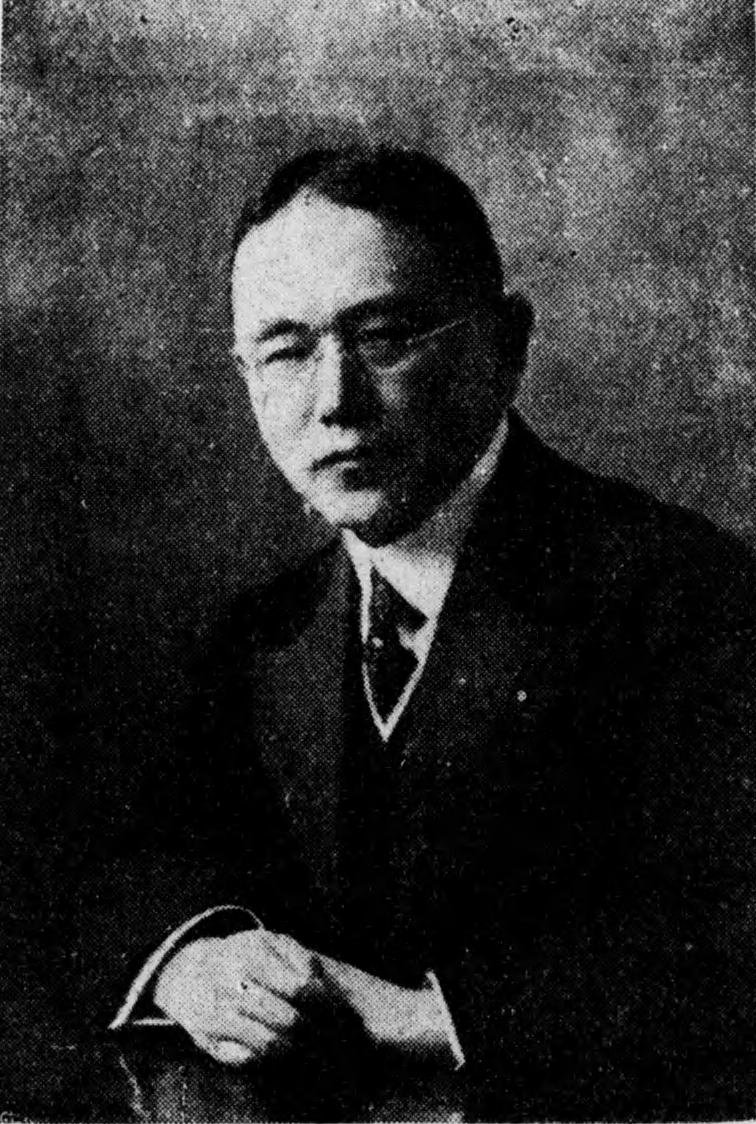
長尾半平

長尾 半平（ながお はんぺい、1865年9月17日（慶応元年7月28日） - 1936年（昭和11年）6月20日）は、明治から昭和にかけて活躍した日本の土木技術者、鉄道技術者、教育者、政治家、実業家。俳人でもあり、「秋邨」と号した。

## 人物
祖伯父は長尾秋水。1865年（慶応元年）村上藩士の長男として、越後国村上堀片（現・新潟県村上市堀片）で生まれる。若くしてクリスチャンとなり禁酒主義者となる。1879年から地元新潟の語学校に入学したが、同1885年学制改革により同学校が廃止し上京。築地英語学校に通うほか青山学院で聖書研究。
1887年（明治20年）大学予備門から工部大学校（現東京大学工学部）に進学し、後身の帝国大学工科大学土木工学科を1891年に卒業。
卒業後は内務省に入省。土木監督所に勤務の後、山形県、つづいて埼玉県土木課長をへて、1898年（明治31年）台湾総督府民政部土木課長に就任。また、1900年から台北市区改正計画委員会委員として、野村一郎、堀見末子らと台湾市区改正計画にも取り組み、さらに土木技師として港湾築港や鉄道敷設など、土木事業および都市計画・国土計画策定に従事。
1901年（明治34年）4月からロンドンに港湾の調査滞在。このとき夏目漱石と同じ下宿に居住。帰台後は基隆港湾局技師をへて、1902年（明治35年）2月、土木局長心得に就任。また台湾時代には婦人慈善会商議員長などをつとめ、長尾奨学金を創設した。
1910年、後藤新平の招きで鉄道省に移籍し、鉄道院技師に転任。1911年には鉄道院業務調査会会議副委員長。その後鉄道博物館掛長となり、交通博物館設立に尽力。1913年鉄道院管理部長。1916年以降は九州・中部各鉄道管理局長、鉄道省理事を経て、1919年に西シベリア鉄道国際管理委員会副委員長に就任。
1921年からは東京市電気局長に。東京市では市長後藤新平と電気局長の半平で、名前に田がつく3人助役とともに「三田二平の新市政」と呼ばれた。
1930年、衆議院議員に当選し、立憲民政党に属した。
日本国民禁酒連盟（現・日本禁酒同盟）理事長として禁酒運動に、また麻薬中毒者救護会理事など社会活動にも尽力。その他教文館初代会長、和光学園園長、明治学院理事、東京女子大学副学長などを務めた。
亡くなる直前には朝鮮総督府に転任し、同地で死去した。墓所は多磨霊園。
著書に、禁酒叢話（1928年）など。長尾のロンドン時代については夏目漱石がエッセイ『過去の匂い』に書いている。

## 栄典
位階
- 1911年（明治44年）3月20日 - 従四位[4]
- 1916年（大正5年）4月10日 - 正四位[5]
- 1921年（大正10年）11月10日 - 正三位[6]

勲章
- 1904年（明治37年）12月27日 - 勲六等瑞宝章[7]
- 1910年（明治43年）6月24日 - 勲三等瑞宝章[8]
- 1915年（大正4年）11月7日 - 勲二等瑞宝章[9]
- 1920年（大正9年）11月1日 - 旭日重光章[10]

## 著名な子孫
- 長尾正士（日本最古のビッグバンドブルーコーツ創始者）
- 白鳥華子（スリーグレイセス ソプラノ）
- 浅尾慶一郎（衆議院議員）
- 鮎川純太（実業家）
- 塩坂源一郎（神奈川県議会議員）
- 塩坂信康（プロサーファー）
- 長尾ゆうたろう（フラメンコギタリスト）
- 友田宗也（藤沢市議会議員）